# Un instante en la vida ajena
Un instante en la vida ajena es una película documental dirigida por José Luis López-Linares y Javier Rioyo. Obtuvo el Premio a la mejor película documental en la XVIII edición de los Premios Goya, en 2004.

## Argumento
La película está basada en las grabaciones realizadas por Madronita Andreu (1895-1982) a lo largo de gran parte del siglo XX. Nacida en el seno de una familia rica industrial en la Barcelona del siglo XIX, Madronita Andreu fue una intelectual de la burguesía catalana. Era la hija del doctor Andreu, famoso por su jarabe y sus pastillas para la tos. Interesada primero en la fotografía, pronto el cine se convirtió en su gran pasión. Así, durante los años 50 y 60, Madronita registró con su cámara de 16 mm. sus viajes por España, la India, África y Estados Unidos, además de las actividades públicas y reuniones familiares que tenían lugar a su alrededor.